# Dan Henk
Daniel Jonathan Henk (nacido el 11 de diciembre de 1972) es un artista y escritor estadounidense, conocido por su trabajo en el tatuaje y la pintura. Ha producido portadas de álbumes de récords, caricaturas políticas, artículos controvertidos y una variedad de otros medios.

## Vida personal
Su carrera inicial incluyó un año y medio dibujando caricaturas políticas para la revista Madcap e ilustrando proyectos underground y fanzines como Maximum Rock and Roll. En 1997, después de luchar en un violento accidente de coche y una pelea con un cuchillo con un crack que le cortó el tendón del pulgar izquierdo, consiguió ir a la escuela de arte. Recibiendo algunas aclamaciones comerciales y de galerías locales, se mudó a la ciudad de Nueva York en un intento de iniciar una carrera artística. Sumergiéndose fuertemente en la escena hardcore local, produjo obras de arte para las bandas Shai Hulud, Indecision, Coalesce, Locked in a Vacancy, Beyond Reason, Zombie Apocalypse y varios sellos y locales de grabación locales.

## Éxito comercial y tragedia
En el 2000, empezó a tatuar, inicialmente trabajando con muchos amigos músicos. Un año después, en septiembre de 2001, sufrió un cáncer cerebral y se sometió a cirugía, quimioterapia y radiación. En medio de la quimioterapia, volvió a sus proyectos de arte con lo que parecía un fervor renovado. Tres meses después, se casó con su compañera de tatuajes Mónica Castillo. Después de una breve aventura en el sur, que incluyó ser dueño de una tienda de tatuajes de corta duración, regresó a Manhattan y se dedicó al arte a tiempo completo. Siguió un período productivo, con su trabajo apareciendo tanto en un creciente número de revistas de tatuajes como en otros establecimientos con más influencia artística como Aphrodesia y The Tarot Project. Libros relacionados con el tatuaje como No Regrets: The Best, Worst, & Most #$%*ing Ridiculous Tattoos Ever, Tattoo Prodigies 1, Tattoo Prodigies 2, y Inside the Tattoo Circus: A Journey Through the Modern World of Tattoos también se fijaron en él e incluyeron artículos sobre el joven artista. La tragedia golpeó de nuevo en 2007, ya que su esposa de 6 años, Monica Henk, fue asesinada mientras conducía una motocicleta por un conductor que cometió un atropello y fuga. A pesar de la amplia cobertura de los medios de comunicación locales y de las enérgicas campañas de la comunidad de tatuadores y motociclistas, nunca se encontró al culpable.

## Un nuevo comienzo
Se mudó a Austin, Texas, durante tres años, para revaluar su carrera, y le siguió una fuerte oleada de actividad. Empezó a hacer una tira cómica regular titulada "Rollo & Me" para la revista Tattoo Artist, así como ilustraciones para la revista Black Static Magazine, y This is Horror. Su larga novela, The Black Seas of Infinity, fue publicada por Anarchy Books en 2011. Una edición limitada del libro de capítulos titulado "La Navidad se cancela" salió por cortesía de Splatterpunk en 2013. Reubicándose una vez más, esta vez a Filadelfia, Pensilvania, y luego dos años más tarde de vuelta a Brooklyn, Nueva York, está actualmente escribiendo, ilustrando y tatuando.
Empezó a escribir una columna regular para las revistas Tattoo Revue y Skin Art. Una reedición de su primera novela fue publicada por Permuted Press en abril de 2015, y una colección de sus cuentos cortos titulada "Down Highways In The Dark... By Demons Driven" fue publicada por el mismo editor en agosto. Continuó su trabajo para revistas independientes, haciendo arte para Red Door Magazine, The Horror Zine, Litro Magazine, Out Of Step, y todos los números hasta ahora del zine de horror británico Splatterpunk. Los libros comenzaron a mostrar su trabajo artístico en sus portadas. "The Sopaths" de Piers Anthony, "Splatterpunks Not Dead", "Splatterpunk Fighting Back", "Past Indiscretions", "Bloodstains", "Insatiable", "The Flood" y "The Red Death". Su tercera novela "El fin del mundo" salió en abril de 2019.